# Distrikt Chincho
Der Distrikt Chincho liegt in der Provinz Angaraes in der Region Huancavelica im südwestlichen Zentral-Peru. Der Distrikt wurde am 31. Oktober 1959 gegründet. Er besitzt eine Fläche von 174 km². Beim Zensus 2017 wurden 994 Einwohner gezählt. Im Jahr 2007 lag die Einwohnerzahl bei 1322. Sitz der Distriktverwaltung ist die 3134 m hoch gelegene Ortschaft Chincho mit 81 Einwohnern (Stand 2017). Chincho liegt knapp 39 km östlich der Provinzhauptstadt Lircay.

## Geographische Lage
Der Distrikt Chincho liegt im ariden Andenhochland im äußersten Osten der Provinz Angaraes. Das Areal wird im Süden und im Osten vom Río Cachi sowie im Norden vom Río Urubamba begrenzt.
Der Distrikt Chincho grenzt im Westen an den Distrikt Julcamarca, im Norden an den Distrikt Marcas (Provinz Acobamba), im Osten an die Distrikte Luricocha, Huanta und Iguaín (alle drei in der Provinz Huanta), im Südosten an den Distrikt Pacaycasa sowie im Süden an die Distrikte San José de Ticllas und Santiago de Pischa (die drei zuletzt genannten Distrikte gehören zur Provinz Huamanga).